# Isotiazol
El isotiazol, o 1,2-tiazol, es un compuesto orgánico heterocíclico que tiene la fórmula C
3H
3SN. El anillo es insaturado y presenta un enlace SN. Los tiazol isoméricos, donde S y N no están unidos directamente, son mucho más comunes.
Las isotiazonas se producen por oxidación de enamina-tionas. La estructura de anillo del isotiazol se incorpora a compuestos más grandes con actividad biológica, como los fármacos ziprasidona y perospirona.